# Chatelay
Chatelay település Franciaországban, Jura megyében. Lakosainak száma 100 fő (2022. január 1.). Chatelay Étrepigney, Chissey-sur-Loue és Germigney községekkel határos.

## Népesség
A település népességének változása:
| Lakosok száma | 125  | 104  | 100  | 92   | 90   | 100  | 106  | 109  | 106  | 100  |
|               | 1968 | 1982 | 1990 | 2006 | 2013 | 2015 | 2017 | 2019 | 2020 | 2022 |